# Doc Bundy

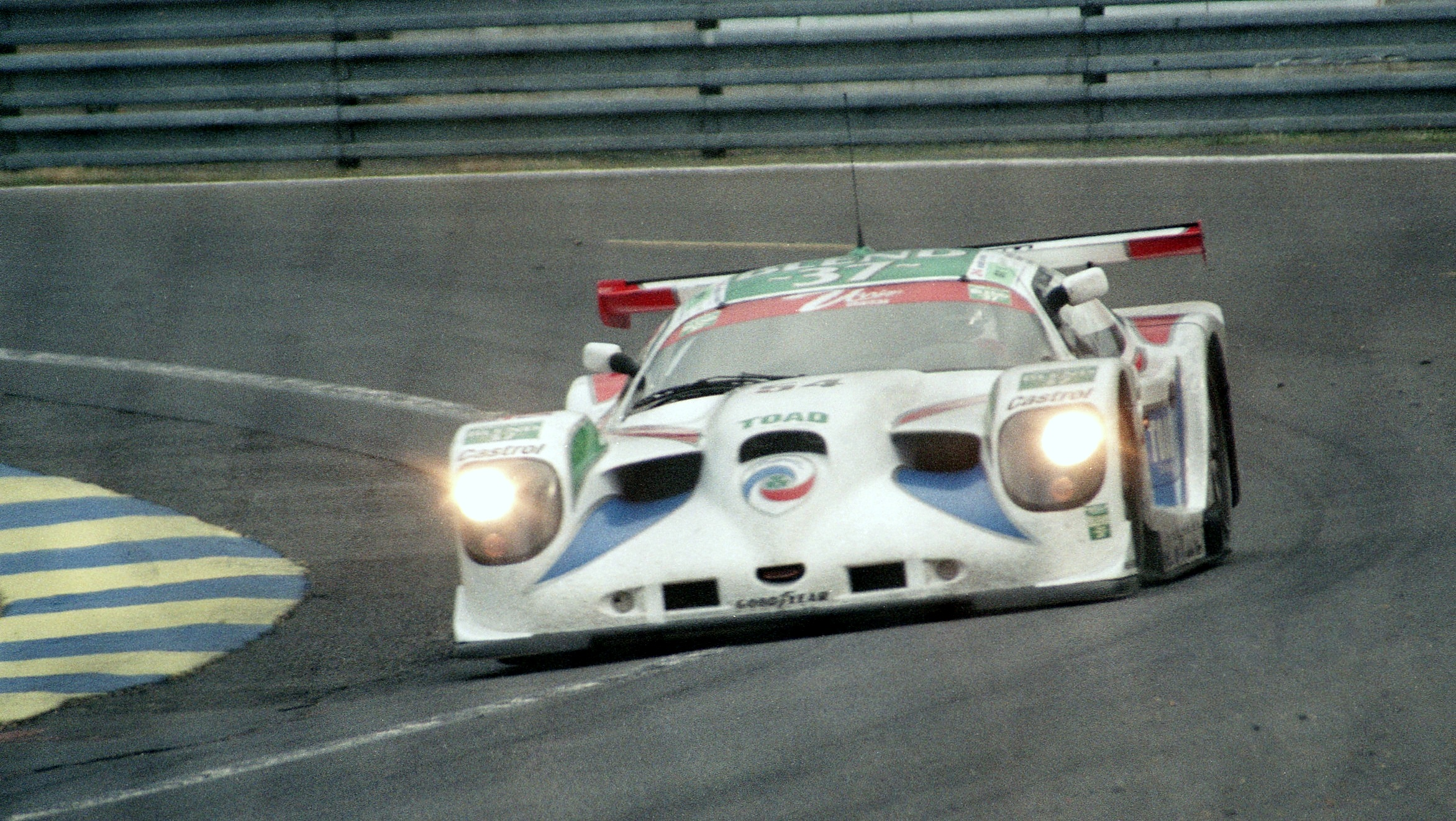
Der Panoz Esperante GTR-1 von Perry McCarthy, David Brabham und Doc Bundy beim 24-Stunden-Rennen von Le Mans 1997

Harold „Doc“ Bundy (* 25. Januar 1949 in Scio) ist ein ehemaliger US-amerikanischer Automobilrennfahrer.

## Karriere
Doc Bundy's Karriere im Sportwagensport war lange; mehr als drei Jahrzehnte war er als Fahrer aktiv. Vor allem in den 1970er- und 1980er-Jahren war er auch in Europa ein bekannter Pilot. Als er nach dreizehn Jahren Abwesenheit 1997 zum 24-Stunden-Rennen von Le Mans zurückkehrte hatte man ihn dort allerdings schon fast vergessen. Insgesamt bestritt Bundy zwischen 1975 und 2002 177 Rennen, von denen er 14 gewinnen konnte. Dazu kamen sechs Klassensiege.
Mit dem Motorsport in Berührung kam er 1973, als er bei Peter Gregg die Felgen der Rennreifen dessen Porsche-Rennwagen polierte. Über die Jahre stieg er zum Renningenieur auf, eine Funktion, die er 1980 noch im Team von Al Holbert innehatte. Daneben fuhr er als Amateur ab Mitte der 1970er-Jahre sporadisch Rennen. 1975 gab er sein Debüt beim 12-Stunden-Rennen von Sebring und war ab 1981 nur mehr als Fahrer aktiv. Seinen ersten Sieg feierte er 1982 bei einem Trans-Am-Rennen in Sears Point. In den 1980er-Jahren war er für das Group-44-Jaguar-Team von Bob Tullius und für Hendrick Motorsports in der IMSA-GTP-Serie am Start und gewann unter anderem das 500-km-Rennen von Road Atlanta 1986. Sein letzter Gesamtsieg gelang ihm 1997 als Werksfahrer von Panoz mit Partner Andy Wallace wieder in Sears Point, wo er beim IMSA-GT-Rennen als Erster durchs Ziel ging. Nach dem 12-Stunden-Rennen von Sebring 2002 trat Bundy als professioneller Rennfahrer zurück und arbeitete danach als Pressesprecher bei Panoz und den US-Vertretungen von Lotus Cars und Porsche.

## Statistik

### Le-Mans-Ergebnisse
| Jahr | Team                 | Fahrzeug                | Teamkollege    | Teamkollege   | Platzierung             | Ausfallgrund    |
| ---- | -------------------- | ----------------------- | -------------- | ------------- | ----------------------- | --------------- |
| 1982 | Goodrich Corporation | Porsche 924 Carrera GTR | Jim Busby      | Marcel Mignot | Rang 16 und Klassensieg |                 |
| 1984 | Jaguar Group 44      | Jaguar XJR-5            | Bob Tullius    | Brian Redman  | Ausfall                 | Getriebeschaden |
| 1997 | David Price Racing   | Panoz Esperante GTR-1   | Perry McCarthy | David Brabham | Ausfall                 | Wagenbrand      |

### Sebring-Ergebnisse
| Jahr | Team                   | Fahrzeug              | Teamkollege  | Teamkollege      | Platzierung | Ausfallgrund    |
| ---- | ---------------------- | --------------------- | ------------ | ---------------- | ----------- | --------------- |
| 1975 | Holbert's Porsche-Audi | Porsche 914           | Bill Schmid  |                  | Rang 23     |                 |
| 1978 | Belcher Racing         | Porsche 934/5         | Gary Belcher |                  | Ausfall     | Mechanik        |
| 1982 | Brumos Racing          | Porsche 924 Carrera   | Jim Busby    | James Brolin     | Rang 21     |                 |
| 1983 | Pepe Romero            | March 83G             | Pepe Romero  | Bill Whittington | Ausfall     | Getriebeschaden |
| 1984 | Group 44               | Jaguar XJR-5          | Bob Tullius  |                  | Ausfall     | Zündungsschaden |
| 1988 | HP Racing              | March 86G             | Bill Cooper  | Whitney Ganz     | Ausfall     | Benzinsystem    |
| 1994 | Lotus USA              | Lotus Esprit X180R    | David Murry  |                  | Rang 23     |                 |
| 1997 | Panoz Motorsport       | Panoz Esperante GTR-1 | Éric Bernard | Jeff Purner      | Ausfall     | Elektrik        |
| 1998 | Panoz Motorsport       | Panoz Esperante GTR-1 | Éric Bernard | Jamie Davies     | Rang 4      |                 |
| 1999 | Dollahite Racing       | Ferrari 333SP         | Mike Davies  | Bill Dollahite   | Ausfall     | Ölpumpe         |
| 2002 | Kyser Racing           | Lola B2K/40           | Kye Wankum   | Joe Foster       | Ausfall     | Unfall          |

### Einzelergebnisse in der Sportwagen-Weltmeisterschaft
| Saison | Team                 | Rennwagen    | 1   | 2   | 3   | 4   | 5   | 6   | 7   | 8   | 9   | 10  | 11  | 12  | 13  | 14  | 15  |
| ------ | -------------------- | ------------ | --- | --- | --- | --- | --- | --- | --- | --- | --- | --- | --- | --- | --- | --- | --- |
| 1978   | Belcher Racing       | Porsche 934  | DAY | SEB | MUG | TAL | DIJ | SIL | NÜR | LEM | MIS | DAY | WAT | VAL | ROD |     |     |
| 1978   | Belcher Racing       | Porsche 934  | 6   | DNF |     |     |     |     |     |     |     |     |     |     |     |     |     |
| 1981   | Holbert Racing       | Porsche 924  | DAY | SEB | MUG | MON | RIV | SIL | NÜR | LEM | PER | DAY | WAT | SPA | MOS | ROA | BRH |
| 1981   | Holbert Racing       | Porsche 924  | 40  |     |     |     |     |     |     |     |     |     |     |     |     |     |     |
| 1982   | Goodrich Corporation | Porsche 924  | MON | SIL | NÜR | LEM | SPA | MUG | FUJ | BRH |     |     |     |     |     |     |     |
| 1982   | Goodrich Corporation | Porsche 924  | 16  |     |     |     |     |     |     |     |     |     |     |     |     |     |     |
| 1984   | Jaguar Group 44      | Jaguar XJR-5 | MON | SIL | LEM | NÜR | BRH | MOS | SPA | IMO | FUJ | KYA | SAN |     |     |     |     |
| 1984   | Jaguar Group 44      | Jaguar XJR-5 | DNF |     |     |     |     |     |     |     |     |     |     |     |     |     |     |